# Paulo Curvelo
Paulo Curvelo (nascido em 14 de abril de 1960) é um velocista português. Ele competiu nos 4 × 400 metros estafetas nos Jogos Olímpicos de Verão de 1988 e nos Jogos Olímpicos de 1992.